# Gåsen
Gåsen er en dansk eksperimentalfilm fra 1986, der er instrueret af Laila Hodell efter eget manuskript.

## Handling
En naturfantasi. Et lille eventyr om hvordan nissen og gåsen fandt hinanden.